# Canottaggio costiero

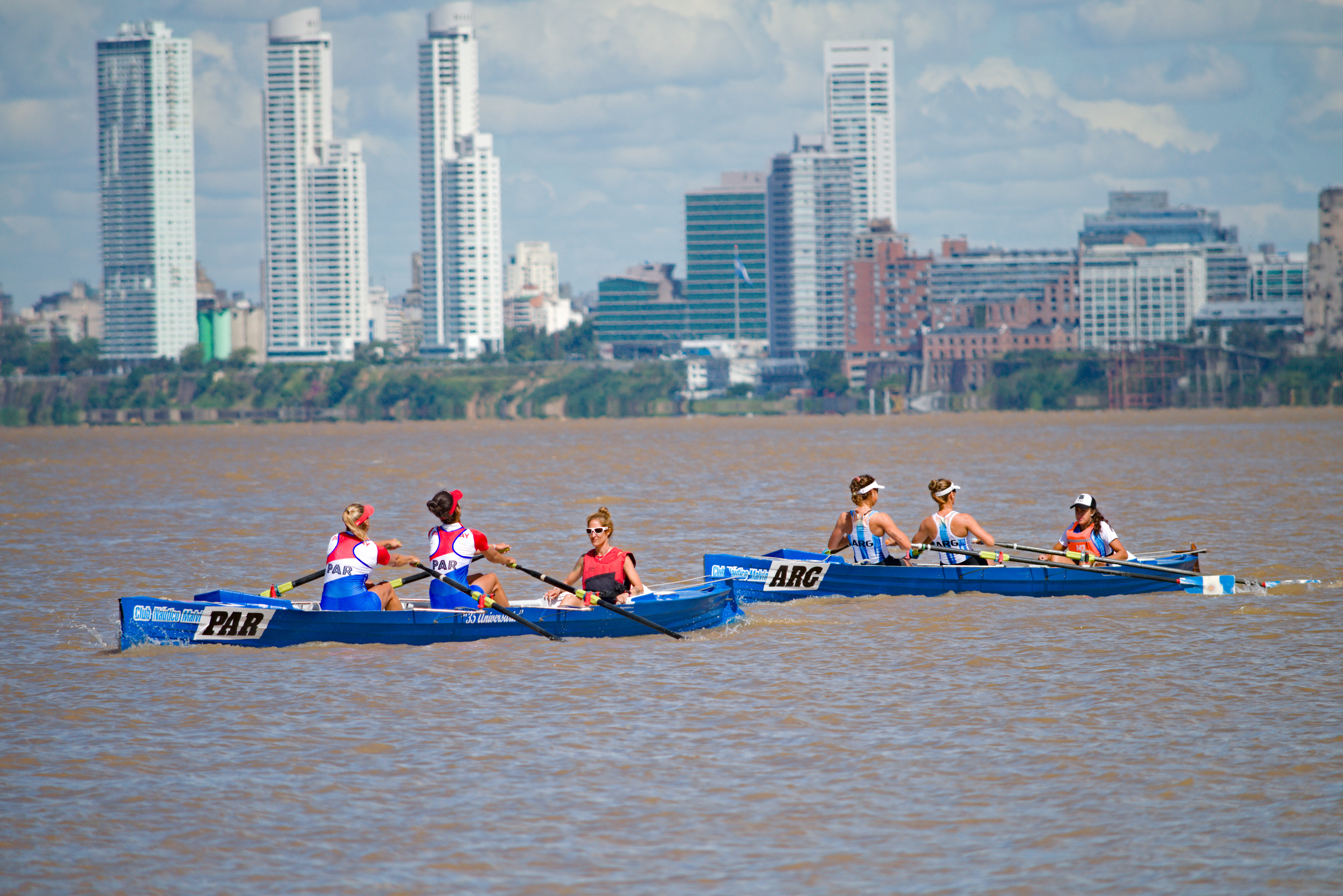
Gara di canottaggio costiero ai Giochi sudamericani da spiaggia del 2019

Il canottaggio costiero è un tipo di canottaggio in cui, a differenza di quello in acque piatte, si gareggia in acque libere, soprattutto marine, e bisogna quindi affrontare anche onde, vento e correnti. In questo tipo di canottaggio si utilizzano imbarcazioni con lo scafo più largo e la poppa livellata rispetto a quelle usate sui fiumi e sui laghi. Le specialità sono il singolo, il due di coppia e il quattro con timoniere.

## Storia
Come disciplina sportiva il canottaggio costiero nasce in Francia alla fine degli anni 1980 da un'idea di Gerard D’Aboville, il primo uomo ad avere attraversato l'Oceano Atlantico e in seguito l'Oceano Pacifico in solitaria su una barca a remi. Una commissione tecnica di cui facevano parte, tra gli altri, il monegasco Jannot Antognelli e Denis Masséglia, politico francese dal 1992 membro della Federazione Internazionale di Canottaggio, sviluppò il progetto ed in modo particolare si puntò sulla realizzazione di imbarcazioni, conosciute come "yole de mer" più larghe e adatte ad affrontare le onde rispetto alle tradizionali barche da canottaggio lacustre.
La disciplina si diffuse inizialmente nel sud della Francia, ed in seguito lungo la costa atlantica del paese e nelle colonie francesi d'oltreoceano. Negli anni successivi iniziò ad essere praticata anche nel resto d'Europa. In Italia si diffuse a partire dal 1996, grazie soprattutto ai vogatori sanremesi Piercarlo Roggero e Renato Alberti.

## Formati di gara

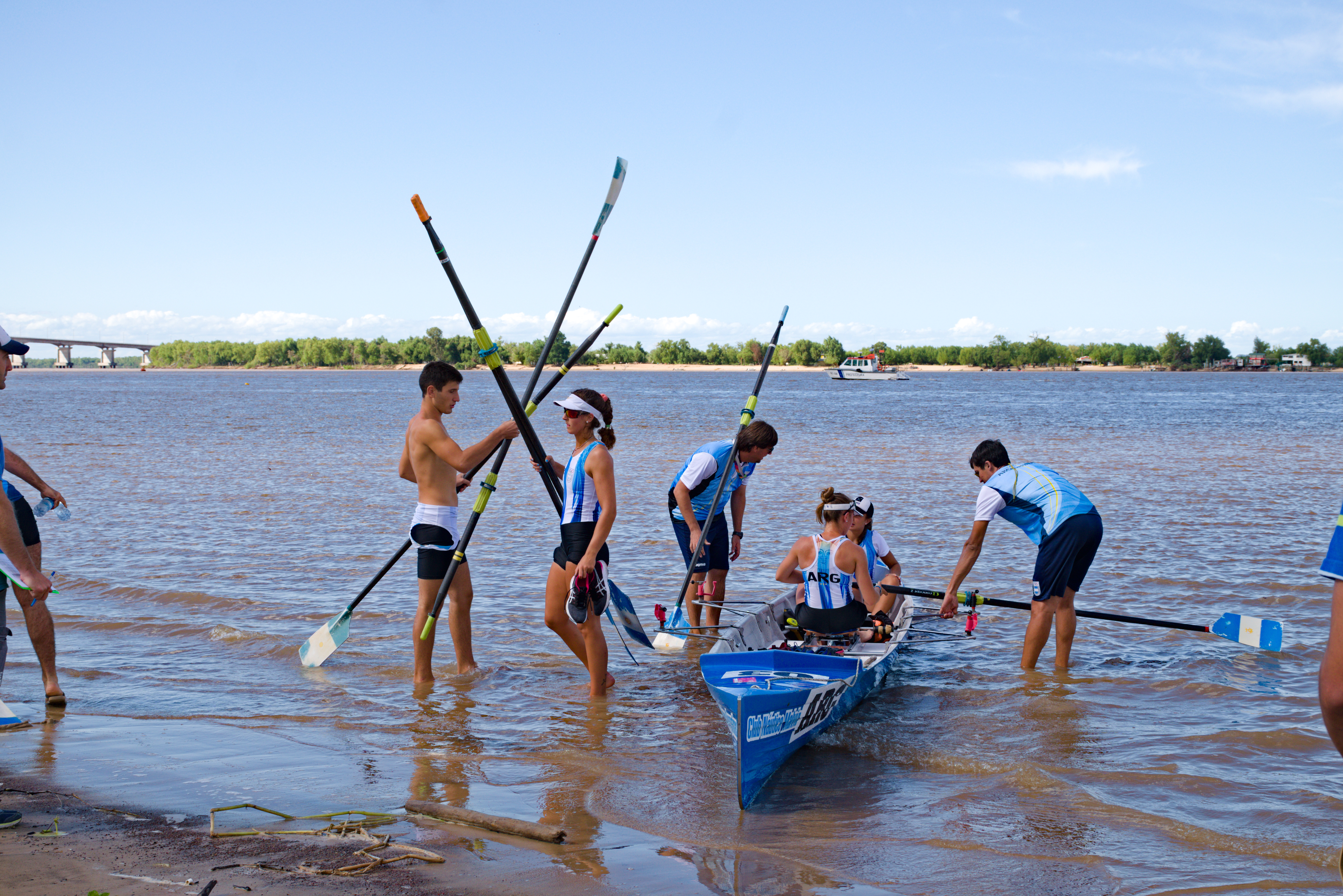
Equipaggio di canottaggio costiero ai Giochi sudamericani da spiaggia del 2019

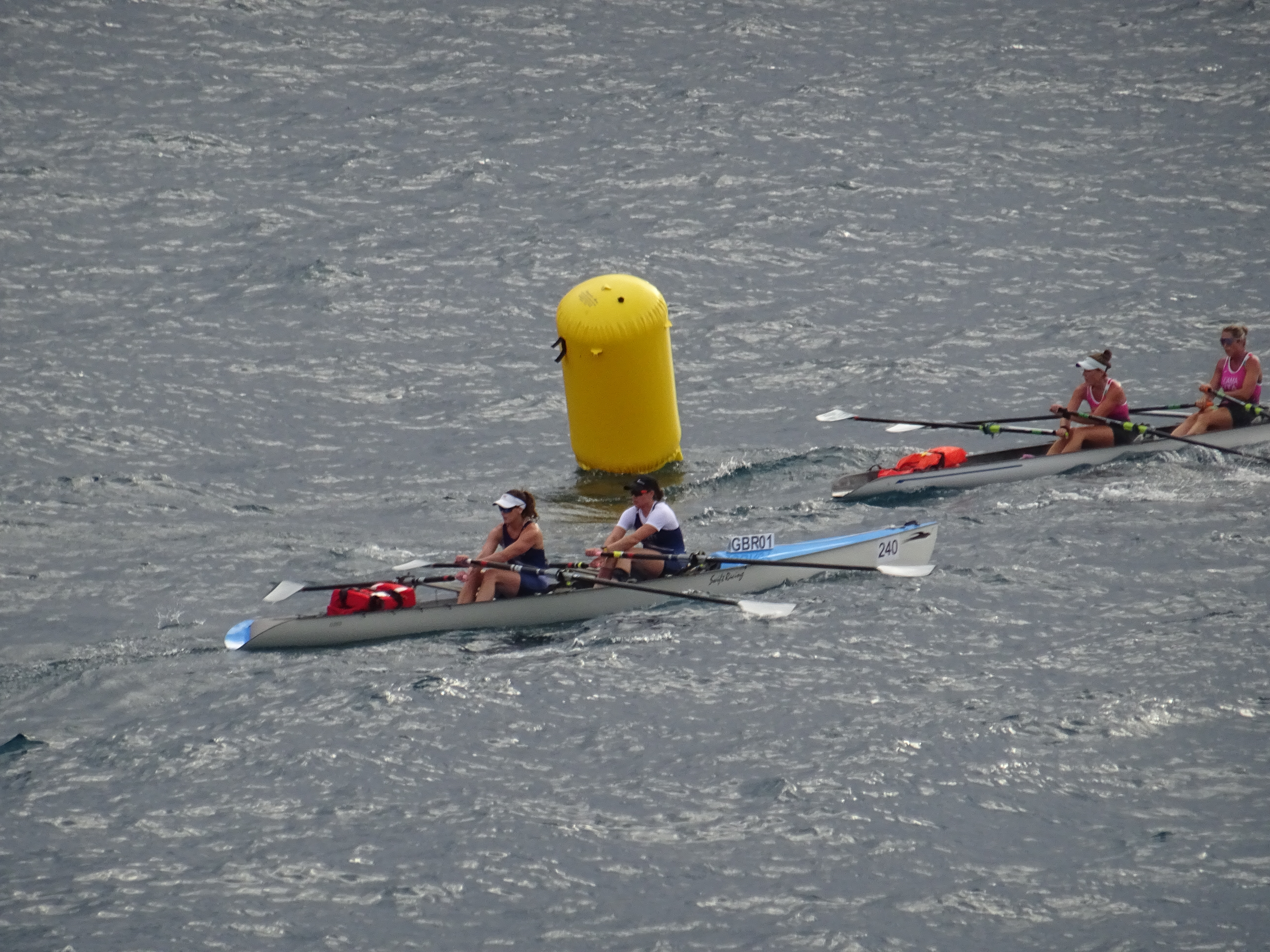
Il passaggio di una boa durante la finale A del doppio femminile ai Campionati mondiali di Coastal Rowing a Genova nel 2024

Per quanto riguarda le competizioni internazionali, esistono due formati di canottaggio costiero, l'endurance e il beach sprint. 
L'endurance prevede una distanza di 4 o 6 chilometri attorno ad un numero variabile di boe. La partenza può avvenire sia da una spiaggia sia dall'acqua. Le gare durano di solito tra i 20 e i 40 minuti e tra le 10 e 20 imbarcazioni gareggiano assieme. Per questo motivo possono verificarsi interferenze tra le imbarcazioni, soprattutto durante l'avvicinamento alle boe, e in questo tipo di competizioni è importante sia la resistenza sia la strategia.
Per il formato endurance a partire dal 2006 vengono organizzati annualmente Campionati mondiali e a partire dal 2022 Campionati europei.
Il formato beach sprint prevede invece un breve tratto di corsa sulla spiaggia fino all'imbarcazione, una vogata di 250 metri fino a raggiungere una boa, il giro intorno alla boa, altri 250 metri di vogata fino a tornare al punto di partenza e un ultimo tratto di corsa lungo la spiaggia. Nel caso di equipaggi composti da più membri, il tratto di corsa viene svolto da un solo membro per equipaggio.

In questo tipo di formato gli equipaggi si sfidano due a due in manche successive, e il vincitore avanza al turno successivo. Le gare durano mediamente tra i 2 minuti e mezzo e i 3 minuti e mezzo, e sono richieste agilità, velocità sia nella corsa che nella vogata e una buona capacità di governare la barca in mezzo alle onde.
A partire dal 2019 si svolgono annualmente le World Rowing Beach Sprint Finals, principale competizione mondiale della specialità.
A partire da Los Angeles 2028 è previsto l'inserimento del beach sprint tra le discipline olimpiche.